# Edgard Sorgeloos
Edgard Sorgeloos (Denderhoutem, Haaltert, Flandes Oriental, 14 de desembre de 1930 - 12 de novembre de 2016) va ser un ciclista belga, que fou professional entre 1951 i 1966. El seu principal èxit esportiu fou la victòria en una etapa del Tour de França de 1965.

## Palmarès
- 1950
  - Vencedor d'una etapa a la Volta a Bèlgica amateur
- 1951
  - 1r al GP Maurice Depauw
- 1952
  - 1r a Welle
  - 1r al Circuit de la Dendre
- 1954
  - 1r a Wervik
  - 1r a Halse Pijl
  - Vencedor d'una etapa del Tour d'Europa
- 1955
  - 1r a l'Erembodegem-Terjoden
  - 1r a Steenhuize-Wijnhuize
  - 1r a Ninove
  - 1r a Halse Pijl
  - Vencedor d'una etapa a la Volta a Suïssa
- 1956
  - 1r a Halse Pijl
  - 1r a Nederbrakel
  - 1r a Gooik
- 1957
  - 1r al GP de la Famenne
  - 1r a Sint-Lievens-Esse
  - Vencedor d'una etapa a la Volta a Suïssa
- 1958
  - 1r a Aachen
  - 1r a Zeebrugge
  - 1r al GP des Ardennes
  - 1r a Wingene
- 1959
  - 1r a la Sàsser-Cagliari
  - 1r a Ronse
- 1960
  - 1r a Sint-Lievens-Esse
- 1961
  - 1r a l'Erembodegem-Terjoden
- 1962
  - 1r a Düsseldorf
  - 1r a Denderhoutem
  - 1r a l'Omloop der Vlaamse Gewesten
  - 1r al GP du Parisien, amb Rik van Looy, Guillaume van Tongerloo, Huub Zilverberg, Joseph Planckaert i Peter Post
  - Vencedor d'una etapa a la París-Niça
- 1964
  - 1r a la Ronde van Brabant
  - 1r a la Sàsser-Cagliari
  - 1r a Mol
  - 1r a Zingem
- 1965
  - 1r a Aalst
  - Vencedor d'una etapa al Tour de França

### Resultats al Tour de França
- 1955. Abandona (8a etapa)
- 1962. 62è de la classificació general
- 1963. Abandona (11a etapa)
- 1964. 61è de la classificació general
- 1965. 84è de la classificació general. Vencedor d'una etapa
- 1966. Abandona (16a etapa)

### Resultats al Giro d'Itàlia
- 1956. 14è de la classificació general
- 1957. 44è de la classificació general
- 1959. 55è de la classificació general
- 1960. 54è de la classificació general
- 1961. 46è de la classificació general
- 1962. Abandona
- 1963. Abandona

### Resultats a la Volta a Espanya
- 1956. 22è de la classificació general
- 1959. Abandona
- 1963. 15è de la classificació general